# Camponotus darlingtoni
Camponotus darlingtoni — вид мурашок підродини Formicinae. Вид вважався синонімом Camponotus testaceipes, проте ревізія австралійських представників роду у 1997 році відновила вид.

## Поширення
Вид поширений на південному заході Австралії. 

### Типове місцезнаходження
Описаний із численних зразків, знайдених у гніздах у колодах і під камінням в Маргарет-Рівер, Західна Австралія (типове місцезнаходження). Один великий робочий і кілька дрібних знайдені у Лонгрич-Бей і на острові Роттнест і один маленький робочий у Кінгс Парку у Перті.

## Опис
Робочі особини сягають 4-9 мм завдовжки. Основне забарвлення чорне. Щелепи, наличник, передній край щік, антен, шиї і задній край передньоспинки каштанові; задня межа сегментів черева брудно-білуваті. Ноги цегляного кольору; гомілки трохи темніші, ніж стегна, гомілки червоного кольору.
Матка завдовжки 11 мм. Забарвленням схожа на робочих особин, лише передньоспинка вся каштанового кольору.